# Louis Alphonse de Brébisson
Louis Alphonse de Brébisson (1798 - 1872) was een Frans botanicus en fotograaf, 
De Brébisson werd geboren in Falaise (Calvados). In zijn jeugd was hij geïnteresseerd in mineralogie en entomologie, maar zijn aandacht wendde zich al snel tot de plantkunde. Hij staat bekend om Flore de la Normandie, een werk over de vegetatie van Normandië, gepubliceerd over meerdere edities.
Hij was de auteur van verscheidene artikelen over diatomeeën (Diatomaceae) en Desmidiales, en was misschien wel de enige Franse wetenschapper die onderzoek deed naar deze algen groepen, op dat moment. Hij deed ook uitgebreid onderzoek aan mossen en orchideeën.
Met Christiaan Hendrik Persoon, Benjamin Gaillon, Jean Baptiste Boisduval en Jean-Louis-Auguste Loiseleur-Deslongchamps droeg hij bij aan het werk Flore générale de France, ou Iconographie, description et histoire de toutes les plantes phanérogames, cryptogames et agames qui croissent dans ce royaume, disposées suivant les familles naturelles (1828-1829).
Hij was lid van de Societe linnéenne de Normandie en een van de oprichters van de Societe française de photographie.
- Bibliothèque nationale de France: cb121322306 (data)
- Author citation (botany): Bréb.
- Catàleg d'autoritats de noms i títols de Catalunya: 981058510765606706
- Stuttgart Database of Scientific Illustrators 1450–1950: 1668
- Gemeinsame Normdatei: 117630039
- International Standard Name Identifier: 0000 0001 0823 3931
- Library of Congress Control Number: n91090888
- Nationale bibliotheek van Australië: 35993241
- Nederlandse Thesaurus van Auteursnamen: 216275962
- PIC: 279685
- RKD-Nederlands Instituut voor Kunstgeschiedenis: 382202
- Système universitaire de documentation: 029769787
- Museum of New Zealand Te Papa Tongarewa: 50752
- Trove: 1176823
- Union List of Artist Names: 500062391
- Virtual International Authority File: 79064817
- WorldCat: E39PBJvMF97gtR6XgrM4FRXw4q